# 遠州鉄道浜松東営業所
遠州鉄道浜松東営業所（はままつひがしえいぎょうしょ）は、遠州鉄道（遠鉄バス）の営業所の一つ。静岡県浜松市を主に、磐田市の一部を管轄しており、遠鉄バスの営業所の中で唯一浜松市全区の路線管轄をしている。また、浜松南営業所(現在廃止)と同様に窓口が廃止されている。
かつては現在遠鉄ストア浜北店がある場所（南中瀬バス停前）に浜北営業所があり、当所は笠井上町車庫であった。浜北営業所が浜松東営業所として移転した形である。

## 現在の所管路線

### 早出線
- ２：浜松駅→県総合庁舎→八幡西→柳通り→早出町→早出上公園→上島駅東→小池南→イオンモール浜松市野（朝晩の一部便は早出上公園止）
- ２：イオンモール浜松市野→小池南→上島駅東→早出上公園→早出町→柳通り→八幡宮→文化芸術大学→県総合庁舎→浜松駅（平日朝の一部便は早出上公園発）
- 笠井上町発さぎの宮・早出経由浜松駅行きは現在は早朝に平日2本、土日祝1本が運行されていた。以前は夜に下りも存在した。
- 19??年 54 <さぎの宮線>を2<早出線>と統合し2-54誕生・早出線を早出さぎの宮線に路線名変更
- 2004年 2-54が浜松駅行き（上り）のみに変更・早出さぎの宮線を早出線に路線名変更
- 2008年3月15日 2-54（笠井上町→笠井本町→大島町→浜松北病院→さぎの宮北→さぎの宮入口→小池南→早出上公園→柳通り→常楽寺→市役所前→浜松駅）と2笠井行きを廃止、東小学校経由から遠州病院経由となる。
- 2015年10月1日 早出上公園発着を延伸し日中のイオンモール浜松市野への乗り入れ開始（上島駅東経由）
- 2016年12月20日 助信町交差点の形状変更のため下りのみ経路変更
- 2018年4月1日 市道下石田葵西線の一部区間（小池二軒屋交差点～上島駅北交差点西）が供用開始されたことに伴い、経路変更。併せて、早出町北停留所を上島四丁目に名称変更。
- 2020年 下りの広小路を北側ポールから南側ポールに変更
- 2023年9月30日 笠井上町発早出町経由浜松駅行廃止。

- 上島駅東はイオンモール浜松市野発着系統以外の早出線（早出さぎの宮線以前を含む）の各系統が乗り入れたことはない。
- 2という系統番号は元々、米津線の系統番号であり、早出線は浜松駅発着ながら系統番号が付与されていなかったが、早出米津線が分離された際に早出線の系統番号となり米津線の番号は18になった。
- 早出線はかつては循環線ではないが、浜松駅を出てからそのまま浜松駅に戻ってくる系統で、曳馬まわりも存在した。
- 2-54は二俣街道経由（日赤病院[現:遠鉄ストアフードワン高林店]経由）の64さぎの宮線が後に国道152号経由（浜松中央署経由）の54となり、早出線との統合時に 常楽寺 - 小池南を、常楽寺 - 柳通り西 - 柳通り - [早出線ルート] - 小池南に変更し2-54となったものだった。
- このさぎの宮線は浜松市営バス存在当時から浜松駅 - 日赤病院（現:遠鉄ストアフードワン高林店） - 上島 - さぎの宮駅前 - さぎの宮団地を運行していた遠鉄バスの路線で、浜松市営バスさぎの宮線とは異なる路線だった。のちに71（笠井線東高校経由、のちの蒲線東高校経由）のうち大島町 - 笠井本町 - 笠井上町をなぞる形により浜松北病院経由で発達医療センターまで延伸された。
- 2-54の通勤輸送化時に（さぎの宮入口 - ）さぎの宮北 - 浜松北病院 - 大島町（ - 笠井本町 - 笠井上町） - 発達医療センターをカバーする77が運行開始している。
- 小池南 - さぎの宮団地は遠鉄バスさぎの宮線と浜松市営バスさぎの宮線の競合区間であり、その名残から74（浜松駅 - 労災病院 - 丸塚町 - 中田町 - 二軒家 - 小池南 - さぎの宮入口 - さぎの宮北 - さぎの宮駅東）も小池南 - さぎの宮入口 - さぎの宮北で並行していたが74は1990年代に近藤紡経由となっている。
- 早出線曳馬まわり浜松市営バス曳馬線（浜松駅 - 柳通り - 曳馬）がルーツである。
- 早出線早出系統は浜松市営バス早出蒲線の早出区間（浜松駅 - 柳通り - 早出町 - 中田町）がルーツである。
- 早出新田→早出上公園間は浜松駅を20時以降に出発する便に限り、フリー降車が可能である。

### 蒲小沢渡線

#### 蒲線
- 74：浜松駅 - 労災病院 - 丸塚町 - 中田町 - 遠鉄ストア天王店 - イオンモール浜松市野（← さぎの宮入口 ← さぎの宮北 ← 浜松北病院 ← 大島町 ← 笠井本町 ← 笠井上町）
- 77：浜松駅 - 労災病院 - 丸塚町 - 東海染工 - 遠鉄ストア天王店 - イオンモール浜松市野（ - さぎの宮入口 - さぎの宮北 - 浜松北病院 - 大島町 - 笠井本町 - 笠井上町）
- 78：浜松駅 - 労災病院 - 丸塚町 - 下石田 - 産業展示館（ - 笠井本町 - 笠井上町）
- 78：浜松駅 - 労災病院 - 丸塚町 - 下石田 - 産業展示館 - 三立製菓

#### 小沢渡線
- 16-4：浜松駅 - 浅田宮前 - 春日町 - 神田南 (- すずかけセントラル病院) - 法枝町 - 小沢渡 - 柏原西
- 16-4：浜松駅 - 浅田宮前 - 春日町 - 神田南 (- すずかけセントラル病院) - 法枝町 - 小沢渡 - 浜松市総合水泳場
- 16-4：浜松駅 - 浅田宮前 - 春日町 - 天方産業 - 法枝町 - 小沢渡 - 柏原西（平日往路1便、復路2便のみ）
- 16-4：浜松南高 → 法枝町 → 春日町 → 浅田宮前 → 浜松駅（平日開校日のみ運行）
- 直通：浜松駅 → 浜松南高（平日開校日のみ運行）

#### 概要
- 1985年4月1日： 遠鉄バス小沢渡線・高畑善地線及び笠井線の一部と浜松市営バス上西線・浜松市営バス早出蒲線・浜松市営バスさぎの宮線（遠鉄バスさぎの宮線とは異なる）を統合する形で15 16 71 72 74 78 蒲小沢渡線新設。
- 1994年(?)： 15東若林経由と72高畑、善地経由南中瀬発着を廃止。
- 199x年(?)： 74を小池南経由から近藤紡（現:遠鉄ストア天王店）経由に変更され二軒家バス停が廃止
- 2003年(?)： 74中田町折り返し、77東海染工経由さぎの宮方面笠井上町発着が誕生。
- 2006年4月1日： 16-4春日町経由が誕生。蒲方面との直通運転は朝を除き廃止。
- 2006年10月1日： イオン市野ショッピングセンター（現:イオンモール浜松市野）へ乗り入れ開始。
- 2007年4月1日： 路線名称を蒲線と小沢渡線に分離。
- 2008年3月15日： 71が東海染工経由から原島経由に変更。これに伴い天王西バス停が廃止。
- 2009年（平成21年）10月1日：「ムトウ」バス停を、「株式会社スクロール」に名称変更（蒲線のみではない）。
- 2010年4月1日： 16森田経由を廃止。16-4〜蒲方面の直通が誕生。
- 2010年10月1日： 16-4天方産業経由が誕生。これにより16森田経由の廃止により廃止されたバス停はすべて復活した。
- 2011年3月31日： 74のさぎの宮駅東 - さぎの宮北が廃止、これによりさぎの宮駅東バス停とさぎの宮西バス停が廃止
- 2014年3月31日： 77の笠井上町 - 発達医療センターが廃止。
- 2020年9月30日： 74の笠井行きが廃止。（笠井→小沢渡、小沢渡→三立製菓）が廃止。
- 2023年9月30日：71東高系統廃止。
- 2024年10月1日：浜松南高発浜松駅行（各停）が平日開校日に限り運行開始。

柏原西から法枝町を経由して浜松駅への路線と、浜松駅から労災病院や丸塚町などを経由して笠井上町へ行く路線である。
- かつて、71・72には南中瀬行きも存在し、前者は東美薗経由、後者は高畑善地線の名残で善地経由であった。また小沢渡線では15東若林経由が存在した。
- 1985年の新設時は朝と夕方から夜間の一部の便を除きすべての便が浜松駅をスルーする路線として登場（遠州浜佐鳴台線[注釈 1]に続き浜松駅通過系統第2号の路線であった）。この結果、小沢渡方面 - 労災病院方面は浜松駅で乗り換えなしで行けるようになった。登場当初は原則として16〜71・72、15〜74・78のスルー運転で、日中は15分ヘッド（要するに労災病院方面は各系統毎時1本ずつ）だった。後に一部の便で16〜74・78の便も新設された。15東若林経由廃止後は全便16との直通に移行している。しかし、現在は路線が分割されており、朝を除き直通運転もほぼなくなった。
- 74は中田町折り返し以外は全便さぎの宮駅東発着だったが2006年春に中田町折り返しの全便と中田町・近藤紡経由さぎの宮駅東発着の大半を近藤紡（現:遠鉄ストア天王店）折り返し（のちにイオンモール浜松市野へ延伸）とした際にさぎの宮北以北が77と同じ経路（浜松北病院経由）の笠井上町行きが平日夜間に誕生した。
- 77は2006年春に笠井上町発着と発達医療センター発着のそれぞれ一部を近藤紡（現:遠鉄ストア天王店）折り返し（のちにイオンモール浜松市野へ再延伸）に短縮した。この近藤紡折り返しは当時の71（現在は原島経由）との重複区間のみの運行であり、またルーツの浜松市営バス上西線と同じ区間のみの運行であるが77で運行される。
- 系統番号の16-4は、誕生時存在した14（浅田米津線春日町系統）の下1桁を表し、4（中田島線）の区間は一切通らない。
- 16-4は登場して以来、蒲方面との直通を一切行っていなかったが、2010年4月1日に16森田経由が16-4春日町経由に移行して誕生した。
- 16-4の幕が入っていない車輛で16-4を運行する時は、16の廃止された現在でも16の幕で運行し、サボを掲出して案内する。
- 柏原西が終点にもかかわらず方向幕が小沢渡になっているのは、昭和25年頃は小沢渡が終点だった名残である。スルー系統になる前は小沢渡 柏原西だった。
- 71は浜松市営バス上西線（浜松駅 - 労災病院 - 丸塚橋 - 近藤紡[現:遠鉄ストア天王店]）と遠鉄バス笠井線東高校経由（浜松駅 - 子安 - 宮竹 - 原島 - 市野北 - 東高校入口 - 大島町 - 笠井本町 - 笠井上町 - 南中瀬）を組み合わせている。
- 72は遠鉄バス高畑善地線（浜松駅 - 子安 - 宮竹 - 原島 - 市野北 - 東高校入口 - 大島町 - 高畑 - 善地 - 南中瀬）がルーツである。
- 74は浜松市営バスさぎの宮線（浜松駅 - 労災病院 - 丸塚町 - 中田町 - 二軒家 - 小池南 - さぎの宮団地）がルーツである。浜松市営バス早出蒲線の蒲区間（浜松駅 - 労災病院 - 丸塚町 - 中田町）の名残で74中田町発着（浜松駅 - 労災病院 - 丸塚町 - 中田町）も存在したが前述のとおり近藤紡（現:遠鉄ストア天王店）発着に延伸したのちに遠鉄ストア天王店経由イオンモール浜松市野発着に延伸されている。
- 77は71のうち浜松駅 - 労災病院 - 丸塚町 - 東海染工 - 近藤紡（現:遠鉄ストア天王店）と74のうち近藤紡（現:遠鉄ストア天王店） - さぎの宮入口（ - さぎの宮北）、2-54のうちさぎの宮入口 - さぎの宮北 - 浜松北病院 - 大島町 - 笠井本町 - 笠井上町 - 発達医療センターの各区間を組み合わせて誕生した。
- 78は遠鉄バス笠井線産業展示館経由（浜松駅 - 子安 - 宮竹 - 原島 - 下石田 - 産業展示館 - 笠井本町 - 笠井上町 - 南中瀬）がルーツである。
- 平日朝1便のみ運行される74笠井上町発浜松駅行と平日始発の77笠井上町発浜松駅行はイオン市野を経由しない。
- 2023年9月30日：71東高系統が廃止。77笠井上町→大島町→さぎの宮中→（イオン市野寄らず）→東海染工→労災病院→遠州病院前→浜松駅が誕生。
- 77さぎの宮系統は他2路線は人口減少・少子化によりコロナ禍前から利用者減少が続いていた。その上、コロナ禍により大幅な赤字となった。遠鉄・浜松市・地元の3者で協定を締結して維持に向けた取り組みを2023年度から実施されている。2年ごとに維持または廃止するかどうか検討する。また、浜松市の補助（伊佐見線他3路線バス運行継続支援事業費負担金）を受けて運行している[注釈 2] 。
- 「近藤紡」が「遠鉄ストア天王店」に名称変更されている。
- 「丸塚東」が「浜松プラザ北」に名称変更されている。
- 「マキ製作所」が「篠ヶ瀬北」に名称変更されている。
- 「養源寺前」が「下石田南」に名称変更されている。
- 「笠井公民館」が「笠井協働センター」に名称変更されている。
- 「イオン市野ショッピングセンター」が「イオンモール浜松市野」に名称変更されている。
- 「栩木南」が「とちの木南」に名称変更されている。

### 笠井線
- 73：浜松駅→労災病院→丸塚町→原島→上石田→笠井本町→笠井上町（20時以降下りのみ。）
- 75：浜松駅 - 労災病院 - 宮竹 - 原島 - 上石田 - 笠井本町 - 笠井上町
- 76：浜松駅→労災病院正門→宮竹→原島→上石田→笠井本町→笠井上町（平日日中7－12時台下りのみ。）

沿革
- 2005年4月1日：笠井高台線を分割し、笠井線と高台線となる。
- 2006年4月1日： 70市野上止まり誕生
- 2009年3月14日： 朝夕夜の数便を除き、ほとんどの便が子安経由から労災病院経由に変更。市野上止まりは廃止。
- 2009年（平成21年）10月1日：「ムトウ」バス停を、「株式会社スクロール」に名称変更（笠井線のみではない）。
- 2010年4月1日： 夜間の下りのみの野口町・丸塚町・原島経由の番号を70から73に変更。
- 2017年4月1日：山東系統が子安経由から労災病院経由に変更
- 2021年10月1日：子安経由（70）、笠井上町～西鹿島駅（75）を廃止。。
- 2023年9月30日：浜松東高校発浜松駅行廃止。

概要
- 76は労災病院バス停・西塚町バス停を通らずに労災病院正門バス停を通るだけで、他は全線75と同じ経路である。
- かつては41 高台線とスルー運転（笠井高台線）していたが、現在は路線が分割されており、スルー運転がほぼなくなった。
- かつては48（現:和合西山線）とも笠井高台線（西山系統）として直通していた。
- 元々の主系統は70だが、以前はこの笠井線上石田経由（浜松駅 - 子安 - 宮竹 - 原島 - 上石田 - 笠井本町 - 笠井上町 - 南中瀬 - 西鹿島駅 - 山東）のほかに東高校経由や産業展示館経由もあった。これらは#蒲線を参照のこと。
- 系統番号の下一桁が「0」の幹線系統が1日数本しか運行されなくなるのは、珍しいケースでだった。
- 70丸塚町経由（現:73）・75・76は浜松駅バスターミナル10番のりばで広小路北側ポール、70子安経由のみ浜松駅バスターミナル9番のりばで広小路南側ポールだったが、2009年春より浜松駅バスターミナル10番のりばで広小路南側ポールに統一された。
- 天竜営業所統合に伴い2020年10月1日より山東発着も所管路線となっていた。
- 「宮竹北」が「浜松プラザ」に名称変更されている。
- 「JA東支店」が「JA東・中央営農センター」に名称変更されている。

### 高台線
- 41：浜松駅 - ゆりの木通り - 市役所南 - 葵町 - サニーサイドガーデン東 - 花川運動公園
- 41：浜松駅 - ゆりの木通り - 市役所南 - 葵町 - 花川運動公園
- 41：浜松駅 - ゆりの木通り - 市役所南 - 葵町 - 基地北門 - サニーサイドガーデン東 - 花川運動公園（平日2往復、土日祝1.5往復のみ、一部便はファイブガーデンズを経由しない）
  - かつては吉野線という路線名で運行されていた。その後 70 笠井線との浜松駅通過系統として 41 70 笠井高台線となり、笠井方面と直通運転していた。この時には花川～浜松駅～笠井～山東間の長距離路線も存在した。
  - 以前は夏季に、北部水泳場経由（基地北門は経由しない）便が存在した。
  - 昭和50年代後半には聖隷三方原病院行きの便も存在した。
  - かつては48（現:和合西山線）も笠井高台線（西山系統）として41・48⇔70の運行であった。
  - 2002年10月15日よりファイブガーデンズに乗り入れ開始[2]。
  - 瑞穂橋より先の区間は浜松駅を19:30以降に出発する便に限り、フリー降車が可能である。
  - 「大平東」が「浜松西インター東」に名称変更されている。

### 内野台線
- 61：浜松駅 - 上島 - 有玉団地 - 内野台一丁目 - 内野台車庫（ - サンストリート浜北）
- 61：浜松駅 - 上島 - 有玉団地 - 内野台車庫 - 浜北西高校（平日開校日のみ運行、閉校日はサンストリート浜北発着となる）
  - 1994年(?)：内野古墳～（浜北西高校）～宮口駅間の運行を廃止（朝夕の浜松駅～内野台車庫～浜北西高校の上下各1便のみ存続。）
  - 200X年：御陣屋川傍に車庫を設けて、内野台車庫バス停を新設しここで折り返しとなる。その名残で、浜北西高発のバスは内野台北を通らずに内野を経由してから坂を登る。
  - 本路線は事業者単独では路線維持が困難なことから、国（地域間幹線系統確保維持費国庫補助金）・県（バス運行対策費補助金）の補助を受けて運行している（浜北西高校発着系統を除く）。
  - サンストリート浜北への乗り入れは、日中 (概ね9時台から18時台) のみとなっている。
  - サンストリート浜北行及び浜北西高校行において、内野台車庫から先の区間は降車専用となっている。(但し、浜北西高校行きに限り、内野台車庫にて乗車が可能)
  - 内野台一丁目→内野台車庫間は浜松駅を19:30以降に出発する便に限り、フリー降車が可能である。
  - 「北小入口」が「山下町」に名称変更されている。
  - 「高林」が「高林中」に、「日赤病院前」が「遠鉄ストアフードワン高林店」に名称変更されている。（「高林南」の後）
  - 「上島西」が「上島北」に移設・名称変更されている。
  - 2025年3月21日のダイヤ改正をもって、西部免許センター行運行終了。

### 浜北医大三方原聖隷線
- 100：浜北駅 - 小松駅 - 西部免許センター - 内野台一丁目 - 染地台三丁目 - 医科大学 - 三方原営業所 - 都田口 - 聖隷クリストファー大学 - 聖隷三方原病院
- 浜北駅 - 啓陽高校（平日開校日のみ運行、直通）
  - 本路線は事業者単独では路線維持が困難なことから、国（地域間幹線系統確保維持費国庫補助金）・県（バス運行対策費補助金）の補助を受けて運行している。
  - 平日の始発便（浜北駅方面）のみ三方原営業所発となる。
  - 土日祝の最終便（聖隷三方原病院方面）のみ三方原営業所止まりとなる。
  - 廃止された南中瀬 - 北浜小学校入口間は平日1日1本のみの運行となっていた。（北浜小学校入口→南中瀬方面のみ。2015年4月1日より東河原上 - 南中瀬間は降車専用）
  - 当初は系統番号の無い路線だった。
  - 2007年4月1日のダイヤ改正より、内野台四丁目をショートカットする形で路線変更が行われ、染地台への乗り入れが実現した。
  - なゆた浜北・浜北区役所（浜北駅）～永島間はかつて豊岡線だった。
  - 2017年4月1日のダイヤ改正により、南中瀬～なゆた浜北・浜北区役所間と啓陽高校スクール便の西鹿島駅～小松駅間が廃止された。
  - 2021年9月1日のダイヤ改正により、啓陽高校スクール便の起点を小松駅から、なゆた浜北・浜北区役所に変更[3]。
  - 2021年10月1日のダイヤ改正により、『なゆた浜北・浜北区役所』を『浜北駅』に改称[4]。
  - 2023年11月1日：「中部電力」を「小松北」に名称変更。
  - 2025年3月21日：小松駅停留所を小松駅前から二俣街道上に移設して名称を小松駅入口に変更する。

### 上島イオン市野線
- 上島駅東 - 上島四丁目 - 小池南 - イオンモール浜松市野
  - 2005年6月にオープンした、イオン浜松市野ショッピングセンター（現・イオンモール浜松市野）への無料シャトルバスが前身である。シャトルバスはイオンからの受託で運行していたが、2006年10月1日に遠州鉄道の路線バスに移行した。
  - イオンモール浜松市野から乗車する場合は「おかえりきっぷ」と称する無料乗車票が配付され、無料で乗車できる。路線バスへの移行当初は、同SCで一定金額以上の買い物をした場合に配付されていたが、後に買い物の有無にかかわらず配付されるようになり、往復で実質半額で利用できた。現在は1000円以上の買い物で配布されるようになっている。
  - 2015年10月1日のダイヤ改正で早出線が上島駅東経由イオンモール浜松市野まで延伸した為、早出線イオンモール浜松市野発着便設定分相当を減回。
  - 2018年4月1日 市道下石田葵西線の一部区間（小池二軒屋交差点～上島駅北交差点西）が供用開始されたことに伴い、経路変更。併せて、早出町北を上島四丁目に名称変更。

### 鹿島線
- （厚生会 - ）西鹿島駅 - 二俣仲町 - 山東
  - 時刻表等では鹿島線が存在しているが、遠鉄バス路線図上では鹿島線は存在しない。（上記の区間は秋葉線になっている。）
  - 路線図に鹿島線が存在していた頃は、上記の他に西鹿島駅 - 西鹿島自動車学校（遠鉄西鹿島自動車学校→遠鉄浜北自動車学校に改称後2003年に廃校）行きがあった。
  - 天竜営業所統合に伴い2020年10月1日より秋葉線とともに所管路線になった。

### 秋葉線
- 厚生会 - 西鹿島駅 - 山東 - 秋葉橋 - （秋葉神社 - ）春野車庫 - 浜松市春野支所
- 厚生会 - 西鹿島駅 - 山東 - 秋葉橋 - （秋葉神社 - ）春野車庫
  - 本系統は事業者単独では路線維持が困難なことから、国（地域間幹線系統確保維持費国庫補助金）・県（バス運行対策費補助金）の補助及び浜松市の補助（浜松市バス路線維持・運行事業費補助金）を受けて運行している。
  - かつては60 秋葉線として浜松駅 - 日赤病院前（現:遠鉄ストアフードワン高林店） - 上島 - 二俣 - 山東 - 秋葉神社 - 春野車庫のバスが運行されていた。また、この系統は一部の便のみが西鹿島駅へ乗り入れしていた。
  - 当路線の秋葉神社バス停は下社である。
  - 長らく下一桁が「0」の幹線系統で唯一廃止された系統であったが、現在は笠井高台線の70も下りは廃止（上りは現存）されている。なお60番台は61 内野台線のみ残存している。
  - 浜松東営業所の車両で「西鹿島駅　山東　春野高校」という方向幕が残っている。
  - 唐沢発厚生会行きが2022年9月30日まで運行されていた。以前は北遠本線の扱いだったが同路線の自主運行路線化伴い秋葉線扱いに変更。
  - 浜松市自主運行バスへの移管時に北遠本線のバス停としては廃止された月停留所が秋葉線のバス停としては存続していた。
  - 「春野高校」が「天竜高校春野校舎」に名称変更されている。
  - 「犬居中」が「犬居すみれ通り」に名称変更されている。
  - 2023年12月27日：行政区再編に伴い、「春野協働センター」が「浜松市春野支所」に名称変更された。
- 西鹿島駅 - 秋葉神社上社（季節運行）
  - いずれも上記の鹿島線と同様、天竜営業所統合に伴い移管となった。

### 掛塚さなる台線
- ９ 浜松駅 - 鴨江観音 - 根上り松 - 県営住宅 - 佐鳴台小学校 - 佐鳴台団地 - 医療センター
  - 2021年10月より下り便も所轄路線になった

### 萩丘都田線
- 53：浜松駅 - 伝馬町 - 市役所前 - 浜松中央署 - 萩丘住宅 - 旭ヶ丘 - 三方原営業所 - 染地台3丁目（きらりタウン）
  - 本系統は事業者単独では路線維持が困難なことから、国（地域間幹線系統確保維持費国庫補助金）・県（バス運行対策費補助金）の補助を受けて運行している。

### 磐田天竜線
- 30：磐田駅 - 加茂川 - 平松 - 天竜二俣駅 - 山東
- 30：磐田駅 - 加茂川 - ららぽーと磐田 - 平松 - 天竜二俣駅 - 山東
- 30：磐田駅 - 加茂川 - ららぽーと磐田
- N.Liner:山東→天竜二俣駅→平松→北高校前→旧見付学校→加茂川→磐田駅
  - 本路線は事業者単独では路線維持が困難なことから、国（地域間幹線系統確保維持費国庫補助金）・県（バス運行対策費補助金）の補助（山東発着系統（ららぽーと軽油を含む）のみ）及び磐田市の補助（磐田市生活バス路線維持費補助金、すべての系統、磐田市内の区間に限る）を受けて運行している[5]。

## 車両
- 小松駅のバス停留所は後退して入線するため、浜松東営業所所属車両はツーステップバスにもバックモニターがついている。但し、天竜営業所や細江営業所とは異なり、全車両にバックモニターがついているわけではない（三方原営業所と同様）。
- 元来日野車のみであった現在廃止されている浜北営業所から移転した関係で、他の営業所よりも日野・ブルーリボンのオムニバスが多く導入されるなど、天竜営業所や磐田営業所には適わないものの日野車の比率が割合高い。